# Translagorai

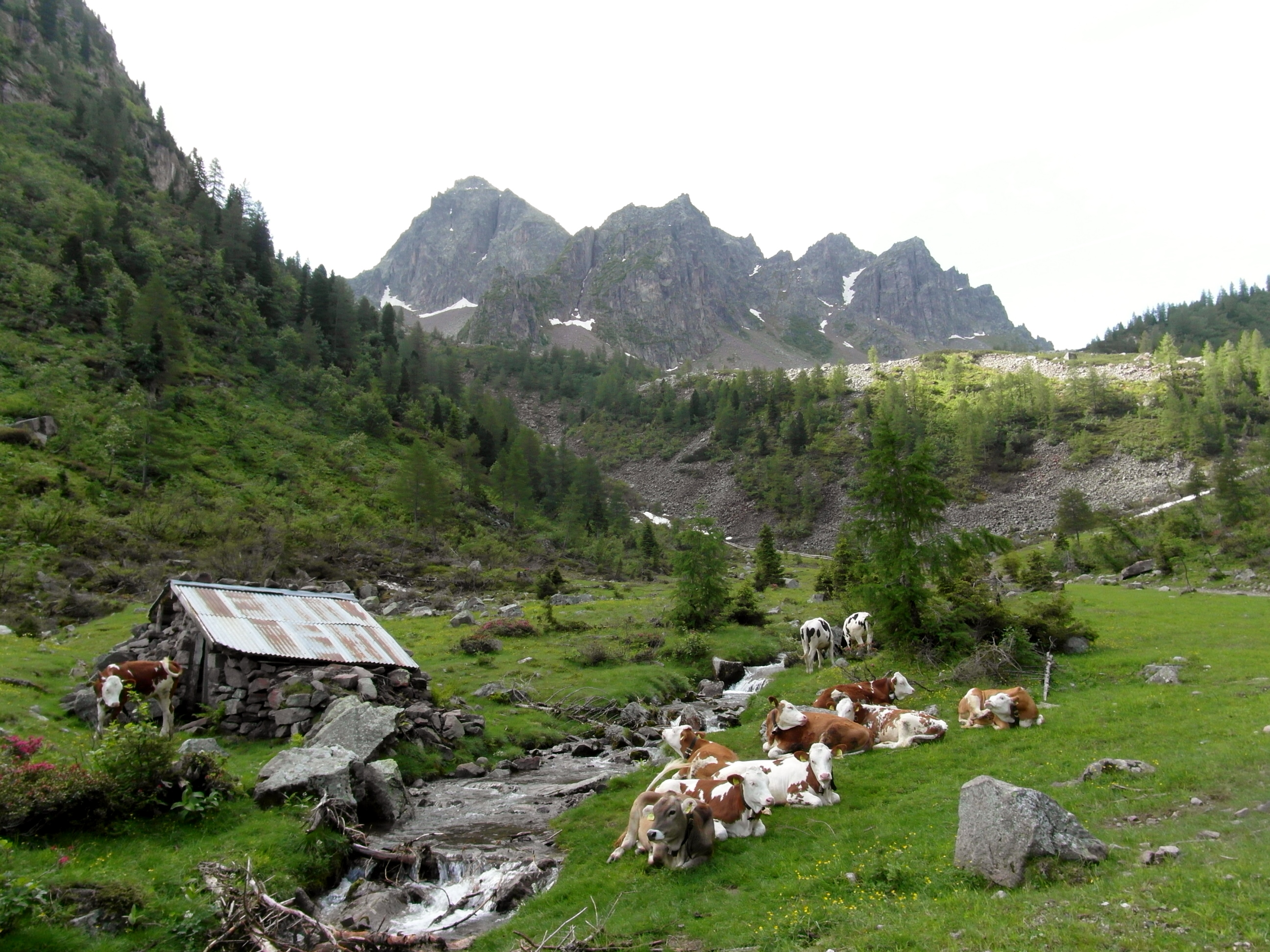
Monte Cauriol z údolí Val Sadole

Translagorai je vysokohorská turistická trasa, která vede horským hřebenem Lagorai v Trentinu v délce asi 80 km. Trasa je schůdná v létě v několika denních etapách.

## Všeobecný popis
Translagorai znamená přechod hřebene řetězce Lagorai v celé jeho východo-západní orientaci. Stezka není speciálně značená a vede po síti cest udržovaných Trentinským alpským klubem (SAT) přes Lagorai. Lze ji projít v obou směrech. Výchozím a koncovým bodem bývá Panarotta nad Levico Terme ve Valsuganě a Passo Rolle, které spojuje údolí Val di Fiemme s údolím Primorai. Dalšími možnými výchozími nebo koncovými body jsou Passo Manghen a Rifugio Sette Selle. Trasa Panarotta - Passo Rolle trvá pět až šest dní. Translagorai lze kdykoli přerušit. Nouzovými východisky jsou Rifugio Cauriol, Rifugio Refavaie ve Vanoi nebo Passo Manghen, ke kterým se lze dostat autem a s výjimkou Rifugio Refavaie se nacházejí na trase.
Obtížnost průchodu po Translagorai, která je zároveň jednou z jeho hlavních atrakcí, spočívá v malém množství infrastruktury, která se na trase nachází. Spolu s Rifugio Sette Selle a Rifugio Cauriol jsou na trase pouze dvě spravované horské chaty jako možné etapové cíle. V závislosti na plánování etap můžete přenocovat také v Passo Manghen a Rifugio Malga Conseria. Jinak se musíte spokojit s chatami s vlastním stravováním, obvykle jednoduchými bivaky. To znamená, že si s sebou musíte vzít odpovídající vybavení včetně jídla na několik dní. Na trase lze zásoby nakoupit pouze v omezené míře v chatách nebo na salaších, pokud jsou spravovány. Na trase je však dostatek pitné vody. Po zimě je třeba vždy počítat se sněhovými poli na severní straně. Vzhledem k nedostatku přístřešků potkáte na trase obvykle jen několik turistů. Relativní odlehlost je jistě jedním z lákadel této trasy, ale je také rizikovým faktorem, který by se neměl podceňovat.

## Galerie

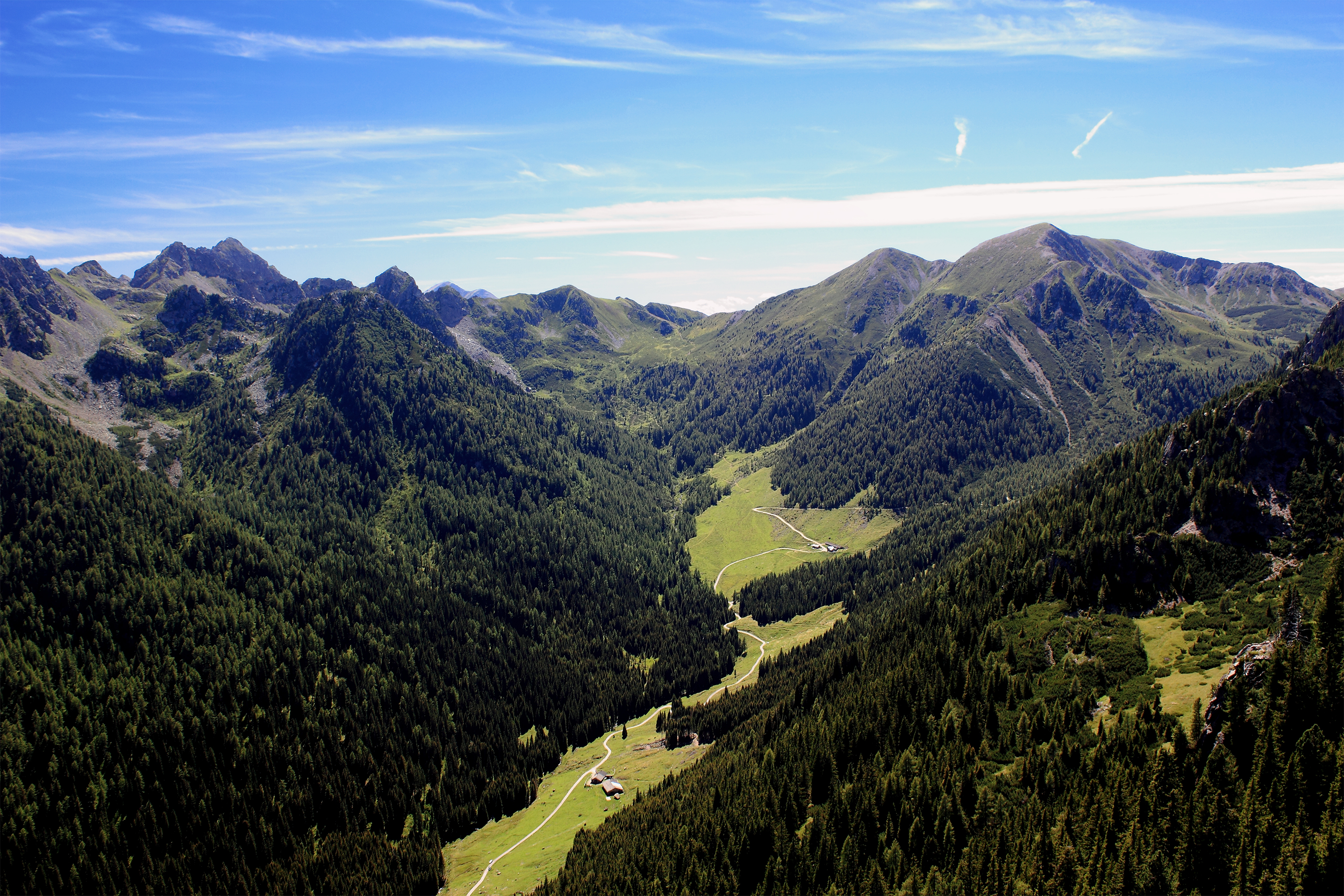
horní Val di Calamento
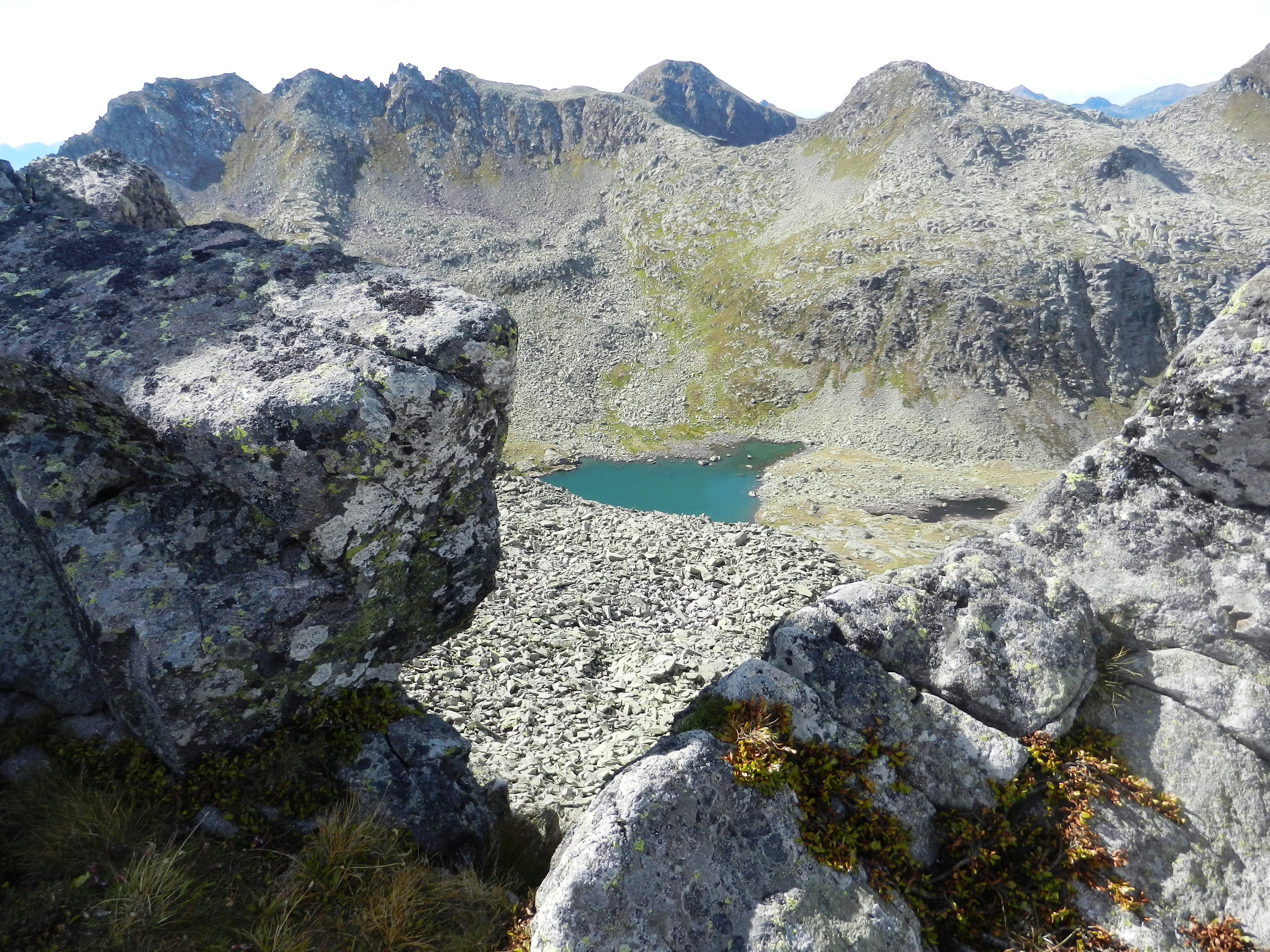
Forcella delle Sute
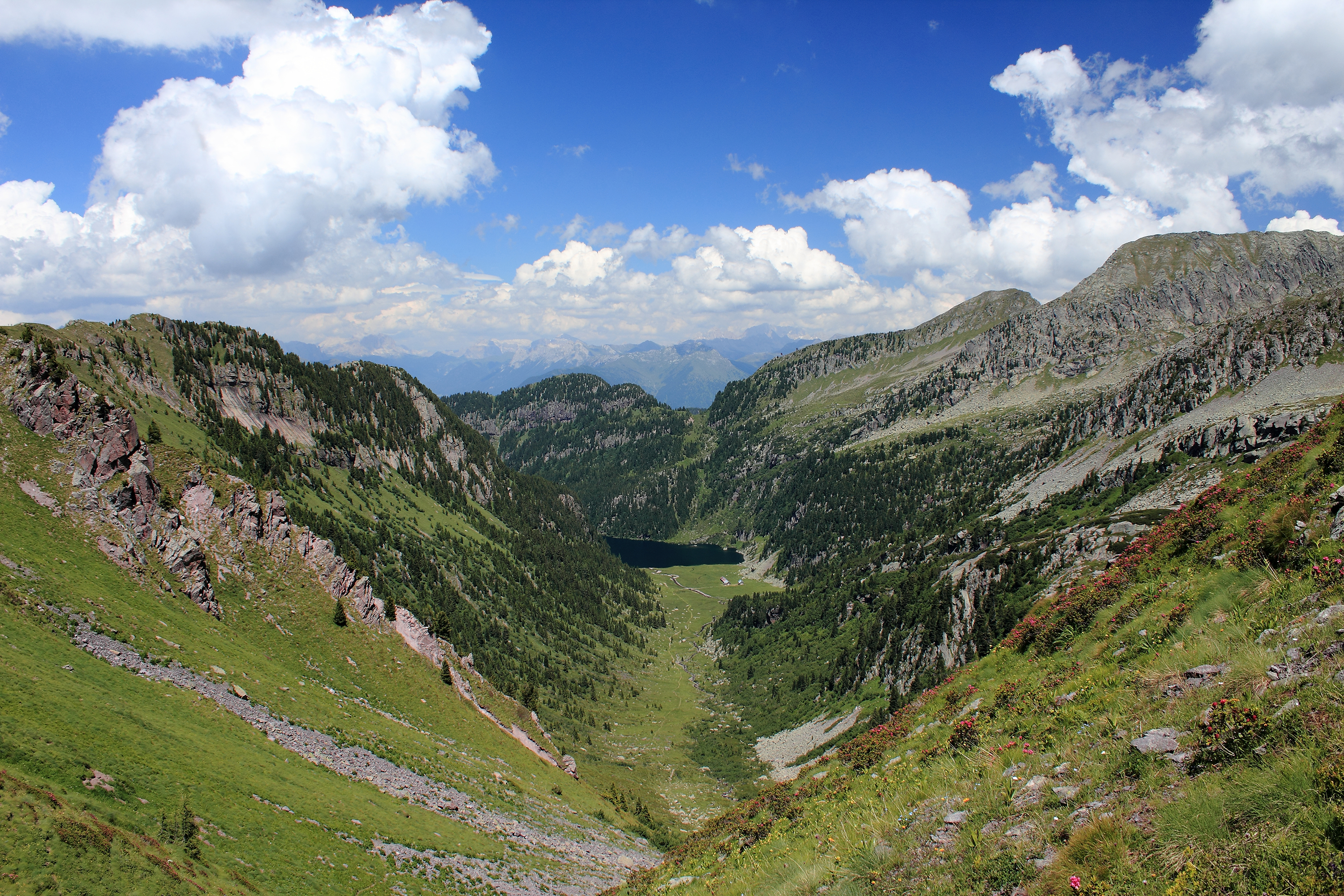
Lago Lagorai od Forcella Vallon
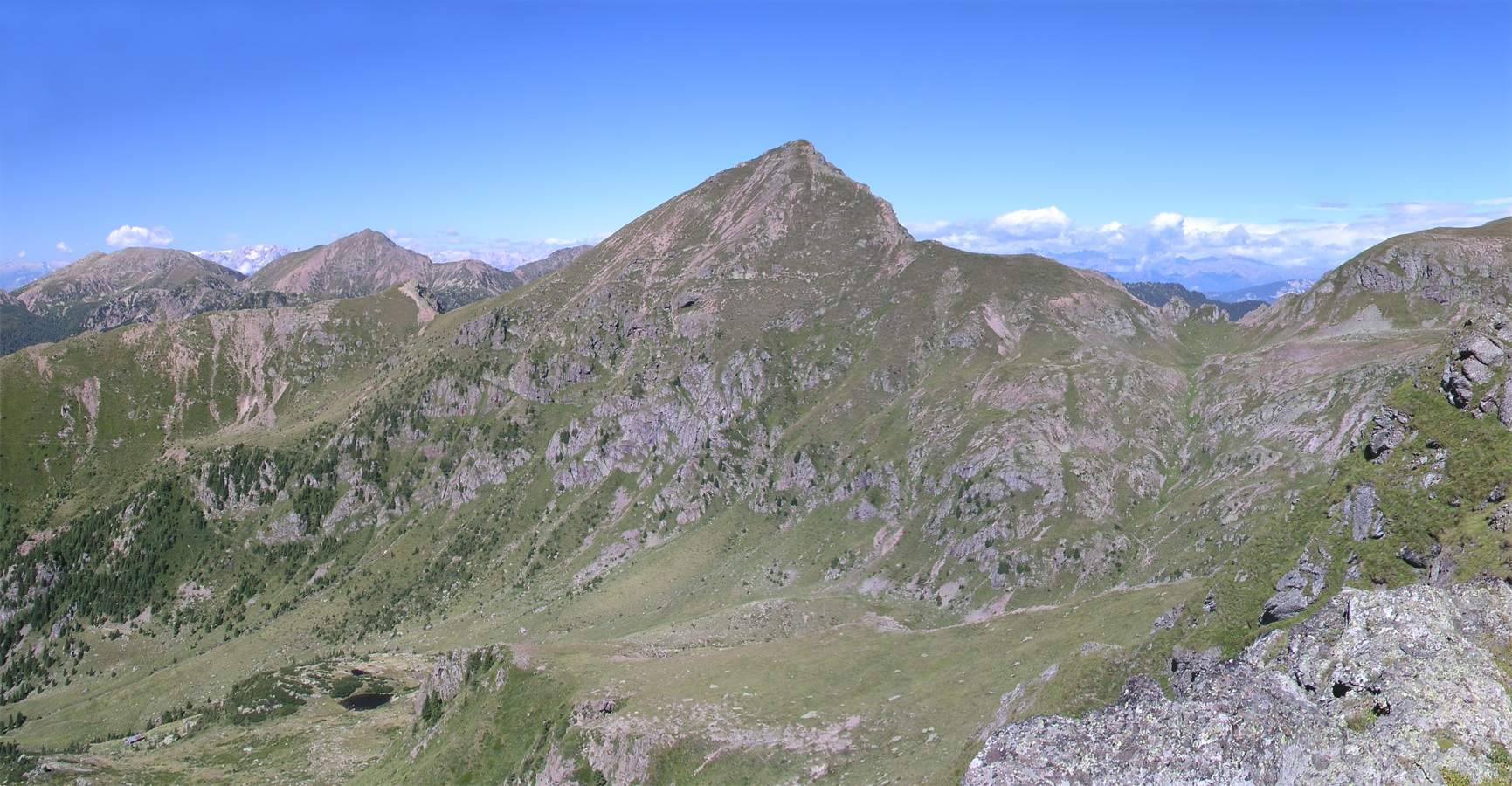
Monte Ziolera
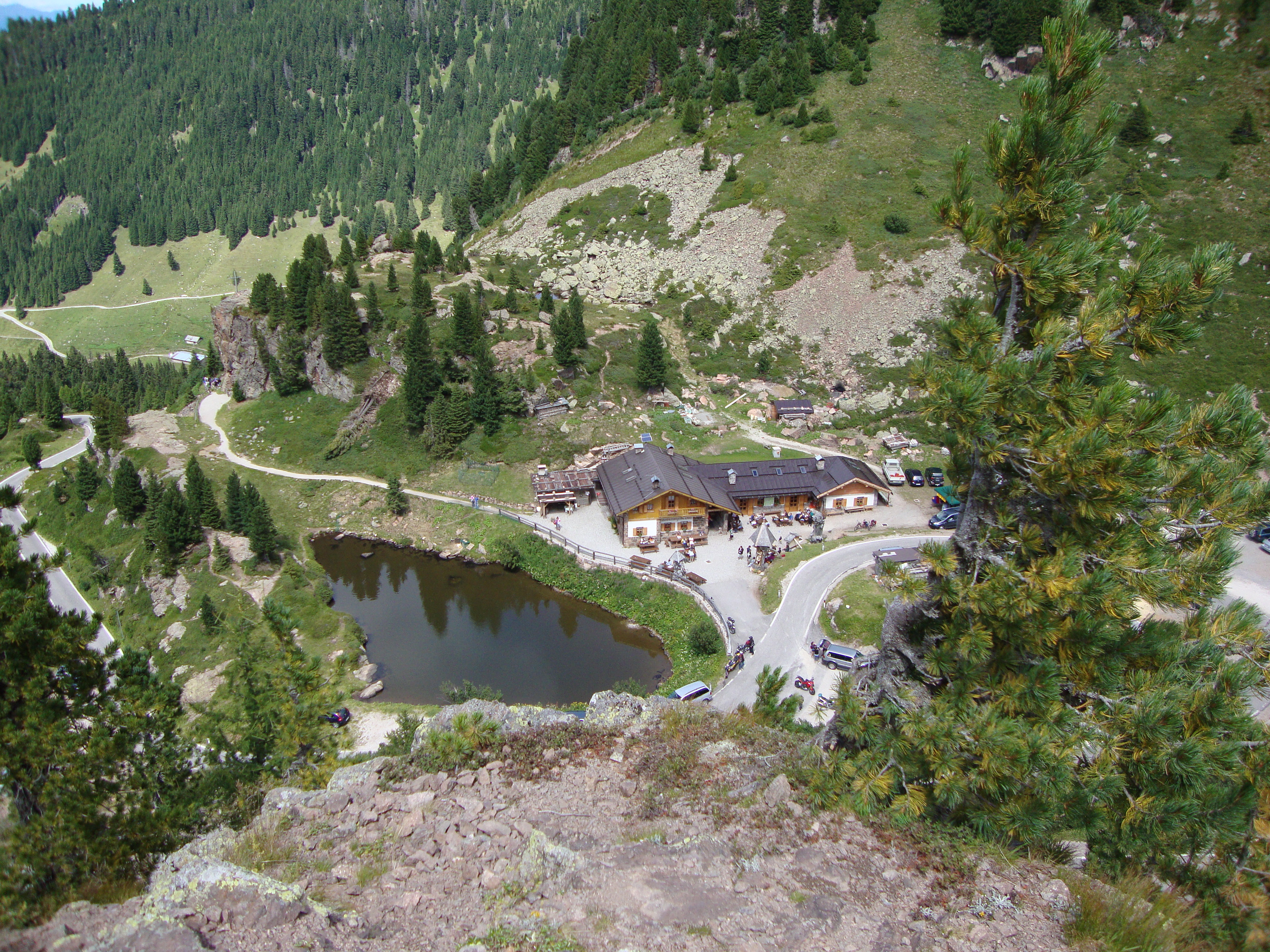
Passo Manghen
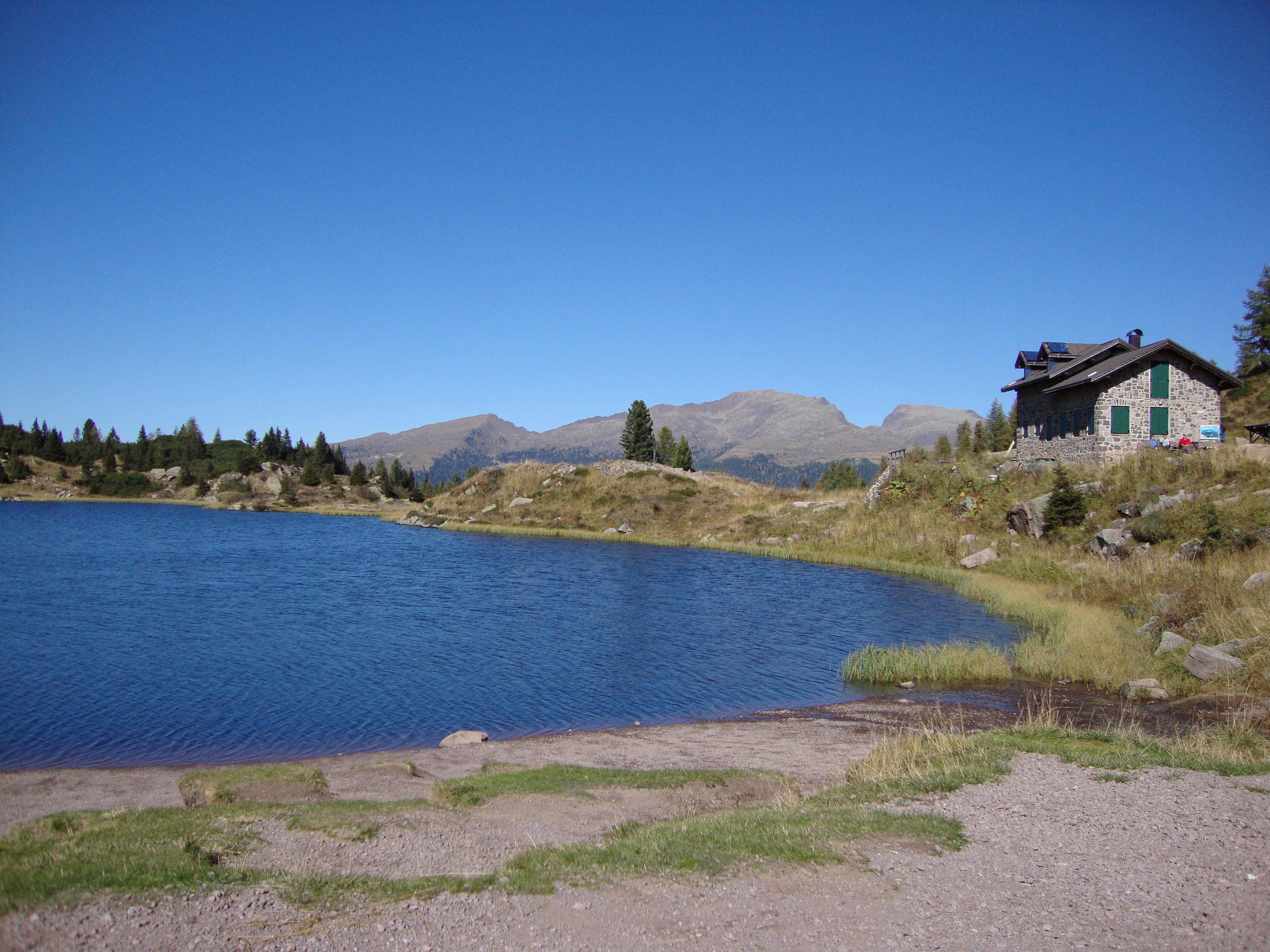
Rifugio Laghi di Colbricon

## Etapy
Trasa ze západu na východ je obvykle rozdělena do šesti etap. Celkem se překonává přibližně 5000 metrů stoupání a 4500 metrů klesání.
| Etapa  | Start                  | Cíl                    | doba cesty | průběh trasy |
| ------ | ---------------------- | ---------------------- | ---------- | --- |
| 1. Tag | Panarotta              | Rifugio Sette Selle    | 7 h        | Panarotta Weg 325, Mt. Fravort, M. Gronlait, Pizzo Alto, Weg 343, Cima Cavè, Rifugio Sette Selle |
| 2. Tag | Rifugio Sette Selle    | Bivacco al Mangheneto  | 5 h        | Rifugio Sette Selle, Weg 340, Passo Cagnon di Sopra, Weg 461, Passo Cadin, Weg 310, Bivacco al Mangheneto                                                                                             |
| 3. Tag | Bivacco al Mangheneto  | Malga Val Cion         | 5 h        | Bivacco al Mangheneto, Weg 310, Passo Manghen, Weg 322, Forcella Ziolèra, Forcella Valsorda, Weg 318, Passo Val Cion, Malga Val Cion (k provozovanému Rifugiu Malga Conseria se musí přidat 1 hodina) |
| 4. Tag | Malga Val Cion         | Rifugio Cauriol        | 8 h        | Malga Val Cion, Passo Val Cion, Weg 316, Forcella Lagorai, Weg 321, Forcella Pieroni, Forcella Litegosa, Passo Sadole, Rifugio Cauriol                                                                |
| 5. Tag | Rifugio Cauriol        | Bivacco Paolo e Nicola | 6 h        | Rifugio Cauriol, Weg 349, Forcella Coldòse, Forcella Valmaggiore, Bivacco Paolo e Nicola |
| 6. Tag | Bivacco Paolo e Nicola | Passo Rolle            | 8 h        | Bivacco Paolo e Nicola, Weg 349, Forcella di Cece, Forcella Valon, Bivacco Aldo Moro, Forcella Colbricon, Passo Colbricon, Weg 348, Malga Rolle                                                       |